# Głuchowo (województwo lubuskie)
Głuchowo (niem. Woxfelde) – wieś w Polsce położona w województwie lubuskim, w powiecie sulęcińskim, w gminie Słońsk.

## Historia
W 1946 roku miejscowość została włączona do województwa poznańskiego na terenie powojennej Polski.
W latach 1954–1961 wieś należała i była siedzibą władz gromady Głuchowo, po jej zniesieniu w gromadzie Słońsk. W latach 1975–1998 miejscowość administracyjnie należała do województwa gorzowskiego.

## Zabytki
Do wojewódzkiego rejestru zabytków wpisany jest:
- kościół ewangelicki, obecnie rzymsko-katolicki filialny pod wezwaniem MB Szkaplerznej, zabytkowy z 1870 roku

inne zabytki:
- pomnik poległych żołnierzy radzieckich.

## Klub piłkarski
W miejscowości swoją siedzibę ma piłkarski Klub Sportowy „Iskra” Głuchowo.